# Chrysobothris falli
Chrysobothris falli es una especie de escarabajo del género Chrysobothris, familia Buprestidae. Fue descrita científicamente por Van Dyke en 1918.